# Потрага (књига)
Потрага (енгл. Passion) је трећи роман у серијалу Пад (енгл. Fallen) ауторке Лорен Кејт (енгл. Lauren Kate). Представља књижевност за младе, жанр фантазија и паранормална романса објављена 2011. у Dell Publishing, а у Србији 2012. године у издаваштву Делфи. Прати наставак приче о Лусинди Прајс која, на крају другог дела серијала, одлучује да сазна више о својим прошлим животима скачући кроз једну од сенки, игноришући Данијелову молбу да то не чини. Упркос молби, одлучује да је прати, обећавајући да ће је пронаћи и спасити. Пре него што су се Лус и Данијел срели у школу „Реформа мача и крста”, пре него што су се борили са бесмртницима, већ су живели и били заједно у многим животима. Лус жели да открије узрок клетве која осуђује њихову љубав и да се врати у своје прошле инкарнације како би разумела своју судбину. Сваки век, сваки живот има другачији траг, али Данијел је јури кроз векове пре него што она добије прилику да поново напише нову историју.
Гудридс је једини критичар који је рецензирао књигу, дајући јој оцену 3,9 од 5. Упркос оцени, Потрага је 23. јуна 2011. освојила седмо место на листи бестселера Ју-Ес-Еј тудеј, након прве недеље објављивања. Освојила је 3. јула 2011. друго место на листи бестселера Њујорк Тајмса, иза романа Игре глади. Као и претходни делови, Пад и Страдање, Потрага је преведена на више од тридесет језика.

## Синопсис

### О књизи
На почетку романа, Лус путује кроз време, користећи сенке као портале за своје прошле животе. Носи проклетство којим је осуђена да умре са седамнаест година и да се реинкарнира не знајући узрок тога. Једино схвата да се сваком смрћу све више одваја од свог дечка Данијела, који је прати кроз вечност, заљубљујући се у њу изнова и изнова, у сваком животу. Док путује кроз време, Лус упознаје гаргојла Била који тврди да има све одговоре који су јој потребни и да ће јој их открити, ако му дозволи да путује са њом. Иако је скептична, Лус пристаје надајући се да ће јој се тако убрзати потрагу. У међувремену, Данијел такође путује кроз време покушавајући да пронађе Лус знајући да је у опасности. Ако направи један погрешан потез, могла би заувек да промени историју и тако се заувек убије. Међутим, Данијел није једини који тражи Лус, већ и многи други пали анђели, као и демон Кем који је јуре кроз време покушавајући да јој уђу у траг. Лусини другови из школе, Шелби и Мајлс, такође покушавају да је пронађу, али будући да су вештине нефилима путовања кроз време лоше, стварају више штете него користи.
Лус путује у различите делове своје историје, у распону од Москве 1941. до почетка историје на Небеским вратима, неколико тренутака пре пада анђела. У свакој од ових кратких посета, Лус покушава да открије узроке своје смрти и истину о својој љубави према Данијелу. Пролази кроз многе различите транзиције, прво осећајући да Данијела привлачи једноставно због клетве, а не због праве љубави. Сазнаје да је у свакој реинкарнацији њена душа аутоматски привучена Данијеловој који је могао то да искористи, међутим, он је у сваком животу поново осваја. Жртвује се како би освојио њену љубав изнова и изнова и тако Лус схвата да је његова љубав према њој већа него што је икада мислила. Када покушава да схвати зашто наставља да умире изнова и изнова, Лус учи од Била како да споји своју садашњу душу са прошлим, тако дозвољавајући Луси да уђе у тела свог прошлог ја и доживи своју историју као да се дешава у садашњем тренутку. Кроз ово, Лус види монтажу слика Данијеловог лица кад год умре. Уз Билово вођство, доноси одлуку да убије своју вечну душу која је проклета да се заувек реинкарнира, чиме себе и Данијела заувек ослобађа од њихове опресивне љубави. Када се клетва разбије, Лус и Данијел ће престати да постоје, њихове душе више неће бити спојене и биће странци једно другом. Иако јој то слама срце, Лус верује да је то једини начин да се заиста ослободи Данијела.
Бил је необјашњиво радостан при помисли да Лус убија своју душу и чини све што је потребно за је убеди у то. Међутим, када дође тренутак за то, Лус не може да ослободи своју душу, тврдећи да се никада не би могла одвојити од Данијела и да мора да постоји други начин да прекине клетву. Када ово чује, Бил побесни и трансформише се из сивог гаргојла у инкарнирано зло. Током целог њиховог путовања, Бил, који је у ствари Сатана, обмањује Лус у нади да ће сломити Данијелово срце и послати га на тамну страну. Када је Луцифер отишао са неба, сви анђели су били приморани да изаберу страну, рај или пакао. Међутим, многи анђели укључујући Данијела, Кема и многе Лусине школске другаре, одлучују да не изаберу ниједну страну, због чега су приморани да напусте небо, постајући пали анђели. Од тада, и рај и пакао покушавају да убеде анђеле да изаберу једну или другу страну, мењајући тако моћ добра и зла у свету. Сатани је потребан још један анђео како би имао више моћи од неба и нада се да ће је то Данијел. Сада мора да смисли нови план како би освоји Данијелову душу, који ће реализовати у четвртом и последњем делу серијала. На крају романа, Лус и Данијел се поново уједињују са осталим палим анђелима и спремају се да се боре са Сатаном за своје вечне душе, у нади да ће спасти свет и једном заувек разбити своју клетву.

### Главни ликови
Главни ликови књиге Потрага су:
- Лусинда Лус Прајс, након догађаја у Страдању, покуша да отпутује у своје различите прошле животе како би сазнала које су то тајне које Данијел крије од ње и да пронађе начине да оконча клетву њихове љубави.
- Данијел Григори је пали анђео и Лусин дечко, покуша да је врати у садашњост. У току овог дела серијала схвата да он сам може да учини нешто како би окончао њихово проклетство.
- Камерон Кем Бриел је пали анђео који покушава да помогне Данијелу, који увек одбија његову помоћ, да извуче Лус из сенке. У току овог дела серијала Кемова прошлост се открива, као и разлог због којег је на мрачној страни.
- Аријан Алтер је пали анђео који је на Данијеловој страни и Роландова девојка, једна је од ретких који покушају да врате Лус из сенке.
- Роланд Спаркс је пали анђео који је на Кемовој страни и Аријан дечко, разговара са Лус у једном од њених прошлих живота знајући да она долази из будућности.
- Мери Маргарет Моли је пали анђео који је на Кемовој страни, од почетка се није слагала са Лус.
- Габријела Габи Гивенс је пали анђео који је на Данијеловој страни, покушава да га изабере страну неба.
- Мајлс Фишер је нефилим и један од првих Лусиних пријатеља у новој школи, заљубљен је у њу. У овом делу серијала помаже Данијелу и тако поправљају свој однос.
- Шелби Стерис је Лусина бивша цимерка и нефилим, заједно са Мајлсом тражи Лус у сенци.

### Нови ликови
Ликови књиге Потрага који се нису појављивали у претходном делу:
- Луцифер је први пали анђео, један је од разлога за почетак небеског рата. Преварио је Лус представљајући се као гаргојл Бил, покушава да је натера да убије један од својих прошлих живота.
- Анабела је представљена Луси као Аријанина старија сестра, са ружичастом косом.
- Лирика је једна од старешина.
- Вивина је једна од старешина.

### Врсте ликова
Ликови књиге Потрага се категоришу у следеће групе:
- Пали анђели у хришћанству представљају анђеле који су прогнани из Раја, као казну за непослушност анђела и побуне против Бога. Најпознатији међу палим анђелима је Сатана.[6]

- Нефилими су настали као последица мешања Ситових синова са Каиновим ћеркама, „синова Божијих са кћерима човечијим”.[7] У роману су неколико нефилима приказани са крилима и са натприродним талентима (нпр. прављење клонова, читање мисли).

- Изгнаник је посебан ранг анђела, Кем их описује као најгоре врсте анђела. За време побуне су стајали поред Сатане, али са њим нису закорачили у подземни свет. Када се битка завршила, покушали су да се врате у рај, али је било прекасно. Кем такође наводи да је Сатана, када су покушали да оду у пакао, заувек протерао и ослепео. Ипак, изгнаници имају контролу над остала четири чула. Јуре Лус јер мисле да ће се тако вратити у рај ако је заробе.
- Старешине желе више од свега да виде Лус мртву, госпођица Софија је једна од њих и покушала је да убије Лус на крају првог дела романа.
- Скале су мањи анђели који су остали верни престолу, делују као законодавци за пале анђеле које надгледају на земљи. Описани су са плавим крилима и смеђим огртачима, познати су као сенке.

## Верзије

### Наставци
Серијал се састоји од шест делова, први Пад је објављен 8. децембра 2009, а трећи Потрага 14. јуна 2011. Четврти део је објављен 12. јуна 2012. године, специјални део између ова два 24. јануара 2012. године, а наредни 10. новембра 2015. Уз књигу је продавана оригинална музика.

### Филмска адаптација
Најављена је израда наставка филма Пад заснован на роману Потрага.